# Medalla Remington
La medalla de honor Remington, que honra al eminente farmacéutico, manufacturador, y educador Joseph P. Remington (1847-1918), se estableció en 1918 para reconocer servicios distinguidos en la mejora de la ciencia farmacéutica estadounidense durante el año precedente.
Lo otorga anualmente la American Pharmacists Association, siendo en EE. UU. el máximo honor dado a la profesión de farmacéutico.

## Distinguidos
- 1919: James Hartley Beal
- 1920: John Uri Lloyd
- 1922: Henry Vincome Arny
- 1923: Henry Hurd Rusby
- 1924: George Mahlon Beringer
- 1925: Henry Milton Whelpley
- 1926: Henry A. B. Dunning
- 1928: Charles H. LaWall
- 1929: Wilbur Lincoln Scoville
- 1930: Edward Kremers
- 1931: Ernest Fullerton Cook
- 1932: Eugene G. Eberle
- 1933: Evander F. Kelly
- 1934  Sir Henry S. Wellcome
- 1935: Samuel Louis Hilton
- 1936: Edmund N. Gathercoal
- 1937: J. Leon Lascoff
- 1938: Henry C. Christensen
- 1940: Robert L. Swain
- 1941: George D. Beal
- 1942: Josiah K. Lilly Sr.
- 1943: Robert P. Fischelis
- 1944: H. Evert Kendig
- 1945: Joseph Rosin
- 1947: Rufus Ashley Lyman
- 1948: Andrew Grover DuMez
- 1949: Ernest Little
- 1950: Edwin Leigh Newcomb
- 1951: Hugo H. Schaefer
- 1952: Patrick Henry Costello
- 1953: Hugh C. Muldoon
- 1955: Roy Bird Cook
- 1956: Frank W. Moudry
- 1957: W. Paul Briggs
- 1958: Eli Lilly
- 1959: Justin L. Powers
- 1960: Ivor Griffith
- 1962: Harry J. Anslinger
- 1963: Glenn L. Jenkins
- 1964: Robert A. Hardt
- 1965: K. K. Chen
- 1967: William S. Apple
- 1969: George F. Archambault
- 1970: Donald E. Francke
- 1971: Linwood F. Tice
- 1972: Glenn Sonnedecker
- 1973: Grover C. Bowles
- 1974: Lloyd M. Parks
- 1975: Albert Doerr
- 1976: Melvin W. Green
- 1977: David J. Krigstein
- 1978: Eugene V. White
- 1980: Joseph D. Williams
- 1983: Takeru Higuchi
- 1984: William M. Heller
- 1985: William L. Blockstein
- 1986  Irving Rubin
- 1987: Gloria N. Francke
- 1988: Peter P. Lamy
- 1989: Lawrence C. Weaver
- 1990: Joseph A. Oddis
- 1991: George B. Griffenhagen
- 1992: Jere E. Goyan
- 1993  Robert C. Johnson
- 1994: James T. Doluisio
- 1995: Max W. Eggleston
- 1996: Maurice Q. Bectel
- 1997: C. Douglas Hepler, Linda M. Strand
- 1998: Kenneth N. Barker
- 1999: Carl F. Emswiller, Jr.
- 2000: Daniel A. Nona
- 2001: Jerome A. Halperin
- 2002: Richard P. Penna
- 2003: Mary Louise Andersen
- 2004: Lowell J. Anderson
- 2005: Robert J. Osterhaus
- 2006: Robert D. Gibson
- 2007: Ernest Mario
- 2008: J. Lyle Bootman
- 2009: John A. Gans
- 2010: Mary Anne Koda-Kimble
- 2011:  Paul W. Lofholm
- 2012:  William E. Evans
- 2013:  Dennis K. Helling
- 2014:  Marilyn K. Speedie (Purdue alumna)
- 2015:  Calvin H. Knowlton
- 2016:   Leslie Z. Benet
- 2017:   Daniel A. Hussar
- 2018:   Harold N. Godwin
- 2019:   Lucinda L. Maine